# Syntormon denticulatum
Syntormon denticulatum är en tvåvingeart som först beskrevs av Zetterstedt 1843.  Syntormon denticulatum ingår i släktet Syntormon, och familjen styltflugor. Arten är reproducerande i Sverige.